# Пестрянки

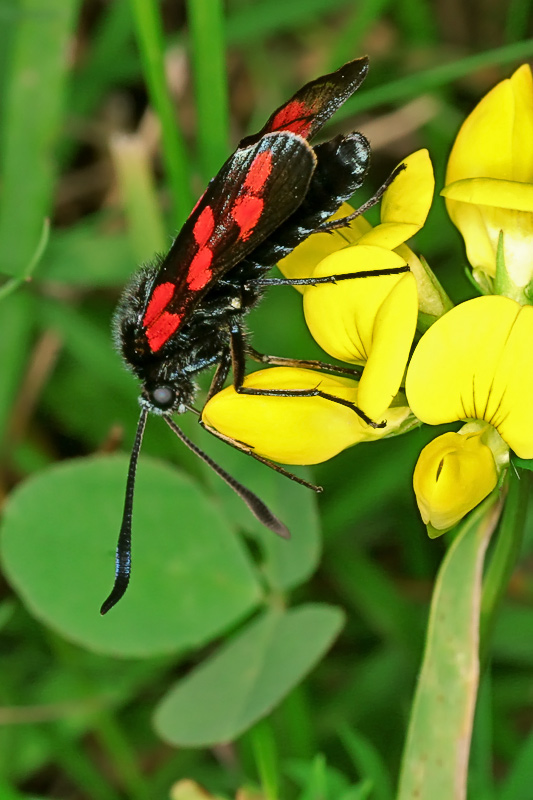
Zygaena carniolica

Пестря́нки (лат. Zygaenidae) — семейство чешуекрылых. Около 1000 видов.

## Описание
Небольшие или средней величины бабочки в размахе крыльев 16—38 мм (у Elcysma westwoodii — до 60 мм). Хоботок не покрыт чешуйками, у большинства видов хорошо развит, у некоторых — редуцирован. Челюстные и губные щупики короткие. Усики веретеновидные, гребенчатые или зубчатые. Передние крылья у большинства палеарктических видов крупно пятнистые, синего или зелёного металлического цвета. Хетозема присутствует. Имаго, будучи потревоженными, выделяют жидкость или пену между внутренним краем глаза и основанием хоботка.
Активны преимущественно в дневное время суток, лишь немногие виды ночью прилетают к источникам света. Виды, имеющие развитый хоботок, в солнечную погоду могут в массе собираться на цветущих растениях. В состоянии покоя крылья складывают кровлеобразно.
Яйца овальные, слегка приплюснутые, белые, зеленовато-белые, желтовато-белые или жёлтые; откладываются поодиночке, рядами, однослойными или многослойными кластерами. Яйцекладки иногда покрыты чешуйками.
Гусеницы с коротким широким телом. Голова характерно втянута в капюшон, образованный первым грудным сегментом. Тело густо покрыто щетинками, собранными на бородавках. Гусеницы представителей многих родов продуцируют защитные секреты, содержащие цианогенные глюкозиды линамарин и лотаустралин (продукты метаболизма аминокислот валина и изолейцина), при ферментативном расщеплении этих веществ образуется синильная кислота. Кутикула гусениц содержит специализированные полости для хранения вязких защитных секретов, полости имеют выводные отверстия, снабжённые специальными клапанами.

## Распространение

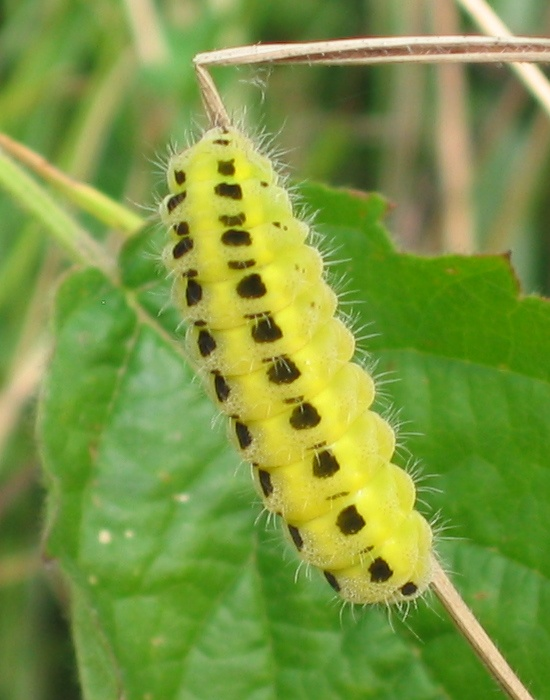
Гусеница Zygaena filipendulae

Представители широко распространены во всех зоогеографических регионах. К настоящему времени известно около 1000 видов, и многие ожидают своего описания. Распространение подсемейства Zygaeninae ограничено Палеарктической и Эфиопской зоогеографическими областями. Пестрянки подсемейства Chalcosiinae обитают преимущественно в Юго-Восточной Азии, и только два вида рода распространены в 3ападной Палеарктике. Подсемейство Procridinae имеет всемирное распространение. Представители подсемейства Phaudinae (приблизительно 50 видов) и Callizygaeninae (около 12 видов) обитают только в Индомалайской зоогеографической области. В Европейской части России 5 родов.

## Классификация
В семействе выделяют четыре подсемейства. К этому семейству относили в ранге подсемейства Phaudinae, но после анализа строения личинок эту группу стали рассматривать как обособленное семейство Phaudidae:
- Callizygaeninae C. Felder et R. Felder, 1874
- Chalcosiinae Walker, 1865
- Procridinae Boisduval, 1828[3]
- Zygaeninae Latreille, 1809